# Bertie Wooster
Bertram Wilberforce (Bertie) Wooster is de fictieve hoofdpersoon in een groot aantal boeken van P.G. Wodehouse. 
Hij is een vrijgezel, vermoedelijk ergens tussen de 25 en 35, met voldoende geld om niet te hoeven werken en om een butler (Jeeves) van te kunnen betalen. Hij houdt van lekker eten, uitgaan, kleding (hoewel zijn butler hierin zijn smaak altijd probeert te corrigeren) is op kostschool geweest en helpt zijn vrienden waar hij kan - meestal van de wal in de sloot, waarop Jeeves de boel weer rechtbreit. Hij heeft gestudeerd aan de Universiteit van Oxford.
Hij heeft het een en ander gelezen maar weet meestal niet meer precies waar. Jeeves wel. Bij tijd en wijle dreigt er een amoureuze verwikkeling maar Jeeves schiet meestal te hulp. Hij heeft ook enkele tantes (Agatha, Dahlia) waar hij niet tegenop kan en die hem af en toe dingen willen laten doen waar hij geen zin in heeft, zoals het uitreiken van de jaarlijkse prijzen op de plaatselijke school in het dorp waar zijn tante woont.
Wooster is lid van de Londense herenclub the Drones (de darren) waar het niet gek is om met broodjes te gooien. 
Kortom, een vriendelijk leeghoofd. 